# Setoppia vanga
Setoppia vanga är en kvalsterart som först beskrevs av Sandór Mahunka 1994.  Setoppia vanga ingår i släktet Setoppia och familjen Oppiidae. Inga underarter finns listade i Catalogue of Life.